# The Spoilt Child (film 1904)
The Spoilt Child è un cortometraggio muto del 1904 diretto da Lewin Fitzhamon.

## Trama
Un ragazzino rimuove dal tavolo la tovaglia sostituendola.

## Produzione
Il film fu prodotto dalla Hepworth. Nel 1909, la compagnia produsse, sempre diretto da Fitzhamon, un altro cortometraggio dallo stesso titolo.

## Distribuzione
Distribuito dalla Hepworth, il film - un cortometraggio di 30 metri - uscì nelle sale cinematografiche britanniche nell'agosto 1904.
Si conoscono pochi dati del film che, prodotto dalla Hepworth, fu distrutto nel 1924 dallo stesso produttore, Cecil M. Hepworth. Fallito, in gravissime difficoltà finanziarie, il produttore pensò in questo modo di poter almeno recuperare il nitrato d'argento della pellicola.